# تریزوبی استاس
تریزوبی استاس (اوکراینی: Станіслав Іванович Щербатих؛ ۲۴ فوریهٔ ۱۹۴۸ – ۲۴ ژانویهٔ ۲۰۰۷) خواننده، آهنگساز، شاعر بود. وی بین سال‌های ۱۹۹۱ تا ۲۰۰۷ میلادی فعالیت می‌کرد.